# Pseudoblothrus oromii
Pseudoblothrus oromii är en spindeldjursart som beskrevs av Volker Mahnert 1990. Pseudoblothrus oromii ingår i släktet Pseudoblothrus och familjen spinnklokrypare. Inga underarter finns listade i Catalogue of Life.